# Kavarna
Kavarna (búlgaro:Каварна) é uma cidade da Bulgária, localizada no distrito de Dobrich. A sua população era de 11 397 habitantes segundo o censo de 2010.

## População
| Kavarna | Kavarna | Kavarna | Kavarna | Kavarna | Kavarna | Kavarna | Kavarna | Kavarna | Kavarna | Kavarna | Kavarna | Kavarna | Kavarna | Kavarna | Kavarna | Kavarna | Kavarna | Kavarna | Kavarna |
| --- | ------- | ------- | ------- | ------- | ------- | ------- | ------- | ------- | ------- | ------- | ------- | ------- | ------- | ------- | ------- | ------- | ------- | ------- | ------- |
| Ano | 1887    | 1910    | 1934    | 1946    | 1956    | 1965    | 1975    | 1985    | 1992    | 2001    | 2002    | 2003    | 2004    | 2005    | 2006    | 2007    | 2008    | 2009    | 2010    |
| População |         |         |         | 5 652   | 7 053   | 8 300   | 10 881  | 12 033  | 12 139  | 11 520  | 11 479  | 11 413  | 11 391  | 11 384  | 11 415  | 11 445  | 11 438  | 11 422  | 11 397  |
| Fontes: Instituto Nacional de Estatísticas, „citypopulation.de“, „pop-stat.mashke.org“, Bulgarian Academy of Sciences |         |         |         |         |         |         |         |         |         |         |         |         |         |         |         |         |         |         |         |